# Christelijke symboliek
De christelijke symboliek is het geheel van symbolen (zinnebeelden) die binnen het christendom worden gebruikt. Het zijn objecten of handelingen met een innerlijke betekenis die geuit worden in christelijke ideeën. Een groot deel van de symbolen hebben hun oorsprong in de Bijbel. Veel christelijke symbolen zijn afgeleid van specifieke allegorieën gevonden in de Hebreeuwse geschriften van het Oude Testament. Andere symbolen uiten vaak de christologie aan van een specifieke kerkelijke stroming. De symbolen vindt men onder andere terug in de liturgische kledij, liturgische handelingen en in kerkgebouwen. Vaak kan men aan het soort kledij en het gebruik van specifieke symbolen zien, om welke christelijke stroming het gaat.

## Kruis
In het christendom symboliseert het kruis de overwinning van Jezus over de dood. Christenen geloven dat Hij door te sterven zelf de straf voor de zonden van de mensen op zich genomen heeft. De betekenis van het kruis verwijst naar het geloof dat Jezus door de Romeinen gekruisigd werd. Dit was in het Romeinse Keizerrijk een veelgebruikte methode om slaven en niet-Romeinen die misdaden hadden begaan te executeren.
Het kruis heeft door de loop der eeuwen vele vormen en groottes gehad. Christelijke kerken zijn vrijwel alle getooid met één of meerdere kruisen. Als het lichaam van Jezus er aan bevestigd is, heet het doorgaans een crucifix.Voor gelovigen is het dragen van een kruis of crucifix als sieraad een uiting van hun geloof in Christus en Diens verrijzenis.

## Alfa en Omega
Alfa en omega zijn de eerste en de laatste letter uit het Griekse alfabet. De Alfa en de Omega wordt gebruikt in de Openbaring van Johannes in vers 1:8. Het verwijst naar de goddelijkheid van Jezus en zijn eenheid met God, dat Jezus de schepper (het begin) van de wereld is en zal oordelen (het einde) op de Dag des oordeels.

## Labarum
Het labarum (ook het Chi-Rho symbool genoemd) wordt gevormd uit de eerste twee Griekse letters van het woord "Christus" (Grieks: Χριστός) – Chi (χ) en Rho (ρ). Volgens een andere traditie zijn het de Griekse equivalenten van de beginletters van het Latijnse Christus Rex (Christus (is) Koning). Het werd waarschijnlijk voor het eerst gebruikt door Constantijn de Grote. Aangezien het vexillum (militaire standaard) bestond uit een vlag opgehangen aan de dwarsbalk van een kruis, was het bij uitstek geschikt om de kruisiging van Christus te symboliseren.

## Ichthus
De Ichtus is van oorsprong een Oudgrieks woord dat "vis" (ἰχθύς) betekent. De vis staat in verband met de doop in het water, maar de vis gaat ook over de verhalen over de wonderbare visvangst. Ichtus is bovendien een voor christenen belangrijke afkorting. Iedere letter in het woord ἰχθύς is namelijk een afkorting voor een woord. Die woorden tezamen vormen de zin (vertaald): Jezus Christus, Gods zoon, (en / de) Redder.

## IHS
IHS is een christusmonogram dat vaak wordt verklaard als de beginletters van Iesus Hominum Salvator (Jezus de Redder der Mensen). Het geeft de eerste drie letters weer van de naam Jezus in het Grieks: ΙΗΣ.

## INRI
Op veel afbeeldingen van de kruisiging van Jezus en op crucifixen vindt men deze tekst boven het hoofd van de gekruisigde Christus. De letters INRI vormen de beginletters van het Latijnse opschrift op het kruis van Jezus: Iesus Nazarenus, Rex Iudaeorum (Jezus van Nazareth, koning der Joden).

## Triquetra
De triquetra (Latijn voor driehoekig) is een symbool binnen het keltisch christendom. Het symboliseert de drie-eenheid, wat inhoudt dat God zich openbaart als drie personen: de Vader, de Zoon (Jezus Christus) en de Heilige Geest.